# Region Huancavelica
Die Region Huancavelica [waŋkaβeˈlika] (span. Región Huancavelica, Quechua Wankawillka suyu) ist eine Verwaltungsregion in den zentralperuanischen Anden. Auf einer Fläche von 22.131,47 km² leben 348.000 Einwohner (Volkszählung 2017). 

## Geographie
Das Landschaftsbild wird von den Teilgebirgen Urpicota und Marcavalle der Anden geprägt. Die Durchschnittstemperatur im Jahr beträgt 10 °C. Der höchste Berg ist der schneebedeckte Citac mit 5329 Metern.
Die Hauptstadt ist Huancavelica.

## Bevölkerung
Huancavelica ist nach Apurímac die Region in Peru mit dem zweithöchsten Anteil von Quechua-Muttersprachlern (64,3 %).

## Lebensbedingungen
Huancavelica gilt als die unwirtlichste Region des Hochlands. Im Bezirk Huallay verdingen sich 90 % der Bauern anderswo. Die Region weist von allen Regionen Perus den höchsten Prozentsatz von chronischer Unterernährung (23,5 %) und Analphabetismus (13,8 %) auf. Infolge der Armut und in der Hoffnung auf eine bessere Schulbildung und auf Arbeit wandern viele junge Leute in größere Städte ab. Die Einwohnerzahl der Region Huancavelica sank zwischen den Volkszählungen 2007 und 2017 um 24 %.

## Provinzen
Die Region Huancavelica ist unterteilt in sieben Provinzen und 94 Distrikte.
| Provinz        | Hauptstadt     |
| -------------- | -------------- |
| Acobamba       | Acobamba       |
| Angaraes       | Lircay         |
| Castrovirreyna | Castrovirreyna |
| Churcampa      | Churcampa      |
| Huancavelica   | Huancavelica   |
| Huaytará       | Huaytará       |
| Tayacaja       | Pampas         |